# Episodi di Heartbeat (sedicesima stagione)
La sedicesima stagione della serie televisiva Heartbeat è stata trasmessa in anteprima nel Regno Unito dalla ITV1 tra il 29 ottobre 2006 e il 5 agosto 2007.
| nº | Titolo originale                 | Titolo italiano | Prima TV UK      | Prima TV Italia |
| -- | -------------------------------- | --------------- | ---------------- | --------------- |
| 1  | C'est la Vie                     | inedito         | 29 ottobre 2006  | inedito         |
| 2  | Old Scores                       | inedito         | 4 novembre 2006  | inedito         |
| 3  | Intelligence Matters             | inedito         | 12 novembre 2006 | inedito         |
| 4  | Please Please Me                 | inedito         | 19 novembre 2006 | inedito         |
| 5  | Memoirs of a Fighting Man        | inedito         | 26 novembre 2006 | inedito         |
| 6  | Pretty Woman                     | inedito         | 3 dicembre 2006  | inedito         |
| 7  | Stumped                          | inedito         | 10 dicembre 2006 | inedito         |
| 8  | Little White Lies                | inedito         | 17 dicembre 2006 | inedito         |
| 9  | Hearts and Flowers               | inedito         | 24 dicembre 2006 | inedito         |
| 10 | Give Peace a Chance              | inedito         | 31 dicembre 2006 | inedito         |
| 11 | Dead Men Do Tell Tales           | inedito         | 31 dicembre 2006 | inedito         |
| 12 | Vendetta                         | inedito         | 7 gennaio 2007   | inedito         |
| 13 | Sleeping Dogs                    | inedito         | 6 maggio 2007    | inedito         |
| 14 | Another Little Piece of My Heart | inedito         | 13 maggio 2007   | inedito         |
| 15 | Seeds of Destruction             | inedito         | 20 maggio 2007   | inedito         |
| 16 | No Laughing Matter               | inedito         | 27 maggio 2007   | inedito         |
| 17 | Out of Africa                    | inedito         | 3 giugno 2007    | inedito         |
| 18 | The Dreams That You Dream        | inedito         | 24 giugno 2007   | inedito         |
| 19 | Mind Games                       | inedito         | 1º luglio 2007   | inedito         |
| 20 | The Medium Is the Message        | inedito         | 8 luglio 2007    | inedito         |
| 21 | One Small Step                   | inedito         | 15 luglio 2007   | inedito         |
| 22 | Troubled Waters                  | inedito         | 22 luglio 2007   | inedito         |
| 23 | Where There's Smoke              | inedito         | 29 luglio 2007   | inedito         |
| 24 | Laying the Ghost                 | inedito         | 5 agosto 2007    | inedito         |